# 엠버 세인스버리

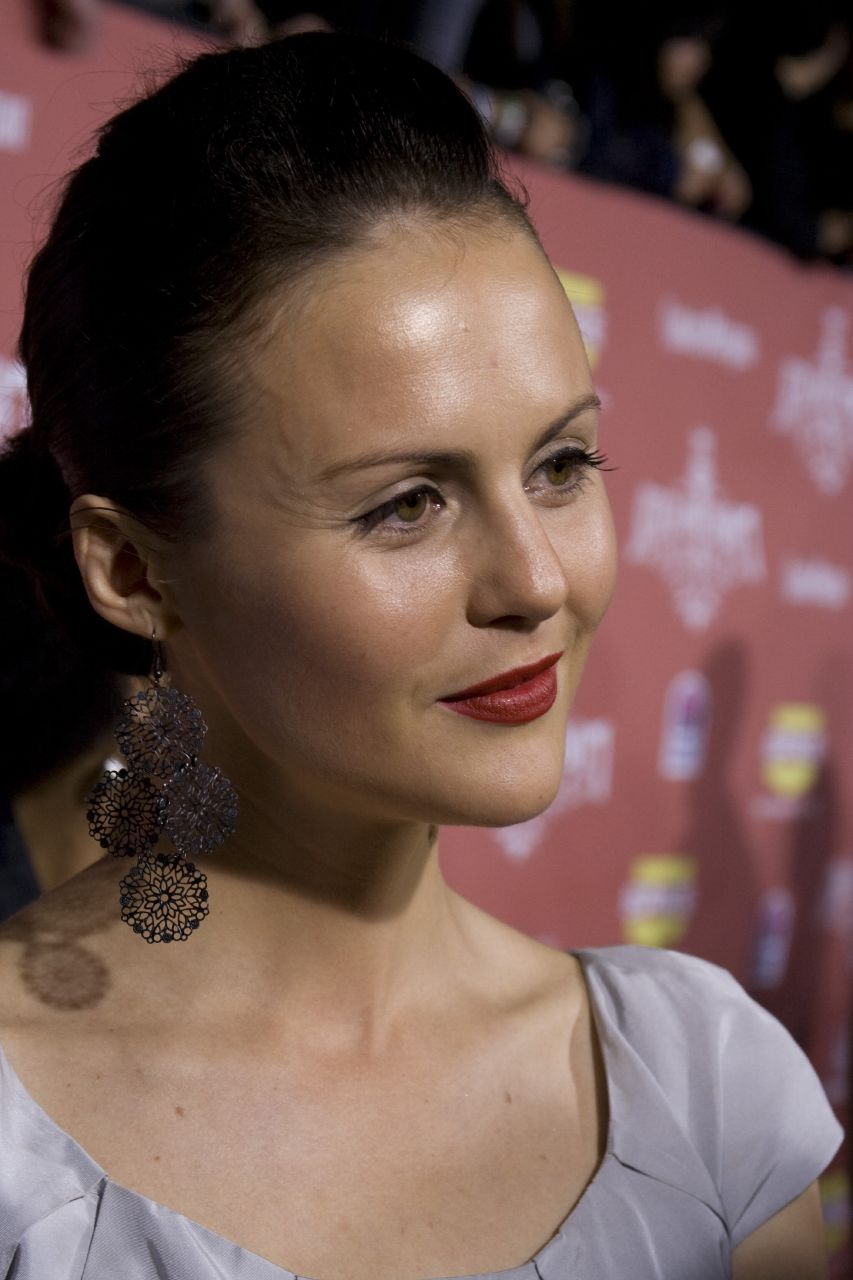

엠버 세인스버리(Amber Sainsbury, 1978년 8월 28일 ~ )는 뉴질랜드의 배우, 영화배우이다.
뉴질랜드에서 태어났다.

## 방송
- 코로네이션 스트리트

## 영화
- 페리맨 (2007년) - 케이시 역
- 써티 데이즈 오브 나이트 (2007년) - 데니스 역
- 포세이돈 어드벤처 (2005년)
- 헥스 (2004년)
- 베이비 (1999년)
- 코로네이션 스트리트 (1960년)